# Tellur(I)-iodid
Tellur(I)-iodid ist eine chemische Verbindung aus der Gruppe der Iodide.

## Gewinnung und Darstellung
Tellur(I)-iodid kann durch Reaktion von Tellur mit Iod gewonnen werden. Diese Synthese wurde zuerst 1973 von Rüdiger Kniep ausgeführt. Die Verbindung kann auch durch Reaktion von Tellur mit konzentrierter Iodwasserstoffsäure oder mit Tellurtetraiodid in einer ionischen Flüssigkeit dargestellt werden.

## Eigenschaften
Tellur(I)-iodid ist ein schwarzer Feststoff, der in zwei Kristallstrukturen vorkommt. α-TeI kristallisiert triklin mit der Raumgruppe P1 (Raumgruppen-Nr. 2), z = 8, mit Gitterkonstanten a = 9,958(3), b = 7,992(2), c = 8,212(4) Å, α = 104,37(11), β = 90,13(4) und γ = 102,89(7)°. Der makromolekulare Bauzusammenhang der Subhalogenide des Tellurs ist im α-TeI zu einem Te4-Ring (dem Te4I4-Molekül) entartet. β-TeI kristallisiert monoklin mit der Raumgruppe C2/m (Raumgruppen-Nr. 12), z = 8, mit Gitterkonstanten a = 15,383(2), b = 4,182(2), c = 11,999(2) Å und β = 128,09(1)°. Die Struktur besteht aus unendlichen Ketten von Telluratomen, an welchen die Iodatome alternierend verbrückende und terminale Positionen besetzen.
Aus Phasenuntersuchungen im System Te-TeI4 geht hervor, dass die Verbindung die einzige thermodynamisch stabile Phase des pseudobinären Systems ist. Bei der früher angenommenen Phasenbreite von TexI handelt es sich um eine weitere stöchiometrisch zusammengesetzte 1:1-Phase im Gemisch mit Te2I. Die in Bezug auf das Phasendiagramm stabile Verbindung wird α-TeI genannt, die Verbindungen β-TeI und Te2I haben metastabilen Charakter.